# محمدرضا پورابراهیمی
محمدرضا پورابراهیمی داورانی( زاده ۱۳۴۹ رفسنجان) اقتصاددان، استاد دانشگاه و سیاستمدار ایرانی است که در دوره نهم، دهم و یازدهم مجلس شورای اسلامی به‌عنوان نماینده کرمان و راور در مجلس شورای اسلامی حضور داشت. او در دوره نمایندگی رئیس کمیسیون اقتصادی مجلس شورای اسلامی بود و هم‌اکنون عضو هیئت علمی دانشگاه تهران است.
وی در انتخابات مجلس سال ۱۴۰۳ موفق به کسب ارای مردم کرمان نشد و صلاحیت وی نیز در انتخابات ریاست جمهوری ۱۴۰۳ احراز نشد.

## زندگی‌نامه
محمدرضا پورابراهیمی داورانی در سال ۱۳۴۹ در رفسنجان به دنیا آمد. او پس از پشت سر گذاشتن تحصیلات مقدماتی در رفسنجان، در سال ۱۳۶۹ در مقطع کارشناسی رشته مدیریت بازرگانی دانشگاه اصفهان مشغول به تحصیل شده و پس از آن در سال ۱۳۷۴ در مقطع کارشناسی ارشد مدیریت بازرگانی در دانشگاه شهید بهشتی به ادامه تحصیل پرداخت، پس از آن در اصفهان و کرمان به عنوان مدرس دروس تخصصی رشته‌های مدیریت، حسابداری و اقتصاد به تدریس اقدام کرد و بعد از آن مدرک دکترای مدیریت مالی را از دانشگاه تهران دریافت کرد. او در حال حاضر یکی از اعضای هیئت علمی دانشکده مدیریت دانشگاه شهید بهشتی است.

### سوابق دانشگاهی
از جمله دیگر سوابق دانشگاهی او می‌توان از استادی دانشکده مدیریت دانشگاه تهران، ریاست صندوق حمایت از پژوهشگران و فناوران کشور، عضویت در شورای مرکز رشد زیست فناوری پژوهشگاه مهندسی ژنتیک و زیست فناوری وزارت علوم، و عضویت در شورای پارک فناوری پردیس تهران اشاره کرد. وی در حال حاضر عضو هیئت علمی دانشگاه تهران می‌باشد.

### معاونت استانداری کرمان و بازار سرمایه
او به دلیل ارتباط تخصصی رشته تحصیلی با فعالیت‌های بازار سرمایه، از سال ۱۳۸۲ وارد فعالیت‌های اجرایی این بازار شد و در نهایت به عنوان اولین مؤسس و مدیر بورس منطقه‌ای کرمان، فعالیت‌های تخصصی بازار سرمایه استان کرمان را در ابتدای سال ۱۳۸۳ در دست گرفت. او در این زمان عضو هیئت علمی در دانشکده مدیریت دانشگاه شهید باهنر کرمان در مقطع کارشناسی و کارشناسی ارشد شد و تدریس را آغاز کرد.
وی پس از حضور در سازمان بورس اوراق بهادار کشور که به عنوان مدیر برتر آن سازمان نیز تعیین شد و به پیشنهاد استاندار کرمان از اواسط سال ۱۳۸۴ مسولیت معاونت برنامه‌ریزی، اداری و مالی استانداری کرمان را به عهده گرفت.
او در آذر ماه سال ۱۳۸۴ به پیشنهاد وزیر امور اقتصادی و دارایی و تصویب هیئت وزیران به عنوان شخص حقیقی و عضو خبره مالی عضو شورای عالی بورس ایران شد. پس از آن وی برای یک دوره پنج ساله دیگر بر اساس مصوبه تیرماه سال ۱۳۹۰ هیئت وزیران مجدداً و برای دومین بار به عضویت شورای عالی بورس انتخاب شد.

### کار در شرکت سرمایه‌گذاری سازمان تأمین اجتماعی
در تابستان سال ۱۳۸۶ با موافقت استاندار کرمان به شرط قبول حکم مسئولیت پیگیری طرح‌های اقتصادی استان کرمان روانه تهران شده و در معاونت برنامه‌ریزی و اقتصادی شرکت سرمایه‌گذاری سازمان تأمین اجتماعی از بزرگ‌ترین بنگاه‌های اقتصادی کشور مشغول به فعالیت شد و همزمان به دعوت دانشکده مدیریت دانشگاه تهران همکاری خود را جهت تدریس دروس تخصصی در مقاطع کارشناسی و کارشناسی ارشد در آن دانشگاه آغاز نمود.
وی در سال ۱۳۸۹ به عنوان رئیس صندوق حمایت از پژوهشگران و فناوران معاونت علمی ریاست جمهوری منصوب شد و پس از مدتی به عنوان نماینده معاونت علمی و فناوری ریاست جمهوری جهت تنظیم سند ملی تجاری سازی به عضویت کارگروه تجاری‌سازی شورای عالی انقلاب فرهنگی منصوب شد.
او در سال ۱۳۹۰ با تألیف کتاب «درک و تحلیل صورت‌های مالی» به عنوان پژوهشگر نمونه دانشگاه شهید بهشتی انتخاب شد.

### نمایندگی مجلس
پورابراهیمی در سال ۱۳۹۰ نامزد انتخابات مجلس از حوزه انتخابیه کرمان و راور شد و توانست با ۱۰۲ هزار و ۷۴۸ رای به عنوان دومین نفر نماینده مردم این حوزه انتخابیه در مجلس شود. در اسفند ۱۳۹۴ پورابراهیمی مجدداً به مجلس شورای اسلامی (دوره دهم) راه یافت. او در این دوره با رای قاطع اعضای کمیسیون اقتصادی به ریاست کمیسیون اقتصادی مجلس شورای اسلامی را بر عهده گرفت. پورابراهیمی از سال ۱۳۹۷ به‌عنوان رئیس کمیسیون اقتصادی مجلس شورای اسلامی با حکم رهبر جمهوری اسلامی عضو شورای عالی هماهنگی اقتصادی سران قوا شد.
او در انتخابات مجلس دوازدهم در سال ۱۴۰۳ در حوزه انتخابیه کرمان شکست خورد و از راهیابی به دور بعدی مجلس بازماند.

## سایر سوابق اجرایی و اجتماعی

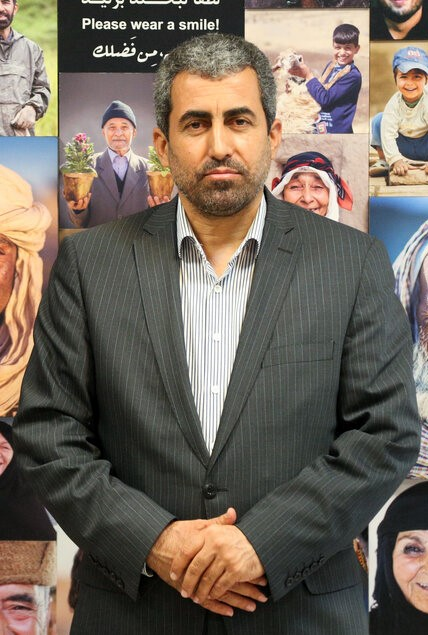
محمدرضا پورابراهیمی، رئیس کمیسیون اقتصادی مجلس در جلسه پاسخ به سؤال خبرنگاران در خبرگزاری مهر، آبان ۱۳۹۹

- معاون برنامه‌ریزی و توسعه شرکت سرمایه‌گذاری تأمین اجتماعی «شستا»[۱۸]
- نایب رئیس کمیسیون ویژه حمایت از تولید ملی و عضو شورای اقتصاد کشور[۱۹]
- عضو شورای مرکز رشد زیست فناوری پژوهشگاه مهندسی ژنتیک و زیست فناوری وزارت علوم[۲۰]
- رئیس تالار بورس و اوراق بهادار استان کرمان[۲۱]
- رئیس هیئت مدیره شرکت سرمایه‌گذاری صندوق بازنشستگی کشوری[۲۲]
- مشاور عالی اقتصادی ریاست سازمان اوقاف و امور خیریه[۲۳]

## نظرات و دیدگاه‌های شاخص

### سیاست ارزی
پورابراهیمی از منتقدان اصلی در پیش گرفتن سیاست تثبیت چند نرخی ارز از سال ۱۳۹۷ در اقتصاد ایران و پرداخت دلار ۴۲۰۰ و ۲۸۵۰۰ به افراد خاص بود و آن را اشتباه و خلاف احکام دائمی و قانون بودجه می‌دانست. او در این باره می‌گوید: «تخصیص ارز ۴۲۰۰ تومانی باعث هدررفت منابع کشور شده و این سیاست، تاکنون فقط دربردارنده رانت و فساد بوده، استمرار آن به‌هیچ‌عنوان میسر نیست. (در بررسی بودجه ۱۴۰۱ پیش‌بینی می‌شد با ادامه پرداخت ارز ۴۲۰۰ تا آخر سال امکان تخصیص ارز وجود نخواهد داشت). البته منظور از حذف ارز ۴۲۰۰تومانی، جایگزینی روش بوده و پیشنهاد ما در مجلس برای حمایت از سفره‌های مردم، اعطای کارت اعتباری است.»
وی معتقد بود از نظر اقتصادی سیاست پرداخت ارز ۴۲۰۰ تومانی به هیچ وجه باعث افزایش رفاه اقتصادی مردم نمی‌شود و یک مسکن کوتاه مدت و مخرب است، پس دلیل سیاستی که در نهایت باعث افزایش رفاه نمی‌شود هیچ ارزشی ندارد.
وی در زمان حذف تخصیص دلار به نرخ ۴۲۰۰ بیان کرد «دولت در خصوص اینکه تخصیص ارز ۴۲۰۰ تومانی کار درستی نیست موافق هستند» و در ادامه گفت «آنچه نمایندگان مجلس را نگران می‌کند این است که چه چیزی جایگزین این طرح می‌شود» (یارانه به اقشار ضعیف) و بیان کرد «هم‌اکنون دغدغه ما ایجاد تورم با حذف ارز ترجیحی است و برای رفع آن باید سیاست‌های جایگزین مشخص شود.»
وی در زمینه سؤال از وزرا در این زمینه و تذکر در مجلس در مورد تثبیت چند نرخی و رانتی ارز (که آن را خلاف قانون می‌دانست) بسیار فعال بود و این باعث جبهه‌گیری موافقان سیاست تثبیت چند نرخی ارز علیه وی شد و وی را نماینده حامی گران سازی ارز نامید، درحالی که وی خواهان حذف ارز دولتی تخصیصی به بازارگانان (دلار ۴۲۰۰ و ۲۸۵۰۰) بود که باعث کاهش قیمت بازاری ارز می‌شد.

### رابطه ناترازی بانکی و بودجه‌ای، نرخ ارز و تورم
او بیان می‌کند که عوامل گوناگونی در ایجاد تورم تأثیر می‌گذارند، ولی مهم‌ترین آن‌ها در ایران ناترازی بانکی و همچنین کسری بودجه دولت است و این باعث کاهش تدریجی قدرت خرید در ایران و در نهایت کاهش ارزش پول ملی می‌شود. وی ناترازی‌ها و عوامل دیگری را هم عامل تورم می‌داند از آن جمله تحریم‌ها، قیمت نفت و میزان صادرات آن است.

### مواضع در خصوص FATF
محمدرضا پورابراهیمی رئیس کمیسیون اقتصادی مجلس شورای اسلامی در گفتگو با راه آرمان در خصوص قرارداد FATF گفت: «از مهر ماه سال ۹۵ اولین کسی که در این زمینه ورود کردم؛ چرا که کلیات بندهای این قرارداد با مبانی اقتصادی کشور همخوانی نداشت؛ تأمین مالی مبارزه با تروریسم و ادعای مضحک وزیر در اختیاری عمل کردن به FATF دو موضع فاحش در بستن این قرارداد و اکنون پیوند زدن آن با برجام نشان از متعهد شدن ایران به اجرای این قرارداد بین‌المللی توسط کشورهای تحمیل‌کننده بوده است. با بررسی‌هایی که انجام شد به این نتیجه رسیدیم که این قرارداد بیش از آنکه اقتصادی باشد سیاسی است؛ لذا این موضوع را به صحن علنی مجلس بردیم و دیگر نمایندگان را در این خصوص آگاه کردیم. تجربه تلخی که در معاهدات بین‌المللی داریم این است که طرف قرارداد ما، هیچگاه به تعهدات خود عمل نکرده است گفت: الان هم اطمینان داریم اگر ایران تمام تعهدات خود در حوزه FATF را انجام دهد باز هم ایران از بلک لیست خارج نشده و در تعلیق خواهد ماند. در خصوص FATF نظر ما همان است که گفتیم اول اینکه دولت حق نداشت بدون مجوز مجلس یک قرارداد بین‌المللی را امضا و اجرایی می‌کرد و دوم اینکه به هیچ عنوان با این قانون که دخالت فاحش کشورهای غربی و منافقین در استقلال کشور است موافقت نخواهیم کرد.»

### شرکت توسعه و آبادانی استان کرمان

پورابراهیمی و مرعشی که هر دو از متنفذین استان کرمان هستند یکدیگر را به فساد متهم می‌کنند. مرعشی مدعی است که پورابراهیمی در دهه هشتاد و به‌عنوان معاون استانداری کرمان پس از آنکه نتوانسته است کنترل شرکتهایی همچون ماهان و کرمان موتور را به‌دست‌آورد به تقلید از آنان «شرکت توسعه و آبادانی استان کرمان» را تأسیس و پس از آنکه ورشکست شده‌اند ضررهای آن را با وسط کشیدن شرکت ملی صنایع مس پوشانیده اند.

وی در سال ۱۳۸۵ و درحالی‌که معاون برنامه‌ریزی و اداری مالی استانداری کرمان بود شرکت توسعه و آبادانی استان کرمان را افتتاح کرد. وی مدعی شد: «به زودی علاوه بر کرمان دفاتر شرکت ملی پسته ایرانیان در تهران و رفسنجان و شعب آن در سیرجان و زرند فعال خواهد شد. هماهنگی لازم با اتحادیه اروپا و وزارتخانه‌های امور خارجه، کشاورزی و بازرگانی صورت گرفته است و سهام این شرکت به وسیله شرکتهای تعاونی مردمی خریداری خواهد شد.» آنان با سید حسین مرعشی (دیگر سیاستمدار متنفذ کرمانی) که هلدینگ بسیار بزرگی را که شامل انواع شرکت‌ها همچون هواپیمایی ماهان و … می‌شود دچار اختلاف بوده و یکدیگر را به فساد متهم می‌کردند. پورابراهیمی در دولت محمود احمدی‌نژاد توسط عبدالمحمد رئوفی‌نژاد از فرماندهان نظامی که به سمت استانداری کرمان منصوب شده بود موظف شد تا اموال مؤسسه تحت مدیریت مرعشی را به دولت برگرداند یا مجموعه را تحت کنترل استانداری (روالی که قبلاً وجود داشته) برگرداند. پورابراهیمی و تیم مستقر در استانداری کرمان در برابر تیم مرعشی شکست خورده و به موفقیتی برای تحت کنترل درآوردن آن مجموعه دست نیافتند. پس از شکست آنا خود اقدام به راه اندازی مؤسسه ای مشابه مؤسسه تحت کنترل مرعشی گرفتند و در سال ۱۳۸۵ آن را تأسیس کردند. در ترکیب اولیه بجز پورابراهیمی برخی فرماندهان نظامی کرمان همچون عبدالمجید مستقیمی دیده می‌شوند.
در پاسخ به اتهاماتی که پورابراهیمی به مرعشی وارد کرده بود وی نیز اتهامات متقابلی را به وی و باهنر وارد و پیرامون سابقه تأسیس شرکت توسعه و آبادانی کرمان طی مصاحبه ای با روزنامه اعتماد گفت: ... یک‌وقتی با آقای باهنر صحبت می‌کردیم سر این موضوعی که آقای پورابراهیمی گفتند. من گفتم به آقای باهنر :«آقا فارسی بگو ببینم شما چی میگی من بفهمم» گفت: «ببین تا دیروز شما بودید اینها (اموال مؤسسه) دست شما بوده حالا ما هستیم باید دست ما باشه» . گفتم خدا خیرت بده فارسی گفتی فهمیدم. جوابشم می‌خواهی بشنوی؟ گفت: «آره». گفتم ببین یک روزی گنجعلی خان آمد مجموعه گنجعلی خان درست کرد. یک‌وقت هم وکیل الملک آمد، نیامد مجموعه گنجعلی خان را تابلوی اش را عوض کند رفت یک مجموعه درست کرد، شدمجموعه وکیل. آقای مهندس باهنر! امروز شما هستید، یک مؤسسه درست کنید. شما هم یک شهر صنعتی درست کنید. یکی یکی درست میشه میشه تمدن، میشه آبادانی. آقای باهنر گفت: «من حرفت را می‌پذیرم درسته» و کشید کنار. این آقای پورابراهیمی هم رفت یک مؤسسه درست کرد بنام «مؤسسه آبادانی و توسعه کرمان» ما هم خیلی خوشحال شدیم. ما هم گفتیم خیلی کار خوبیه. هر چه کار ما کرده بودیم را در اساسنامه اش آورده که آنها هم بکنند. یک دو سه سالی هم کار کردند و با بیش از ۱۵۰ میلیارد تومان ضرر ورشکست شدند، تمام شد. آمدند شرکت ملی صنایع مس بدبخت را آوردند وسط ضررهایشان را بپوشاند و ضررهایشان از شرکت ملی مس دادند. اگر کسی در کشور می‌خواهد حسابرسی بکند باید بیاید حساب کسانی را برسد که «شرکت توسعه آبادانی» را درست کردند. ۱۵۰ میلیارد تومان صنعت مس ایران ضررهایشان داده است. از بیت المال داده است. من جواب مؤسسه ام را می‌دهم، آقای پورابراهیمی هم جواب شرکت توسعه و آبادانی کرمان را بدهد.

## انتخابات ریاست‌جمهوری ۱۴۰۳
وی در روز یکشنبه ۱۳ خرداد ۱۴۰۳ با حضور در وزارت کشور برای انتخابات ریاست‌جمهوری دوره چهاردهم ثبت‌نام کرد. او در نشست خبری بعد از ثبت نام گفت امروز هیچ اولویتی مهم‌تر از حل مشکلات اقتصادی و معیشتی مردم نیست و برای تحقیق این مهم نیازمند چند گام ضروری هستیم.

## اتهامات فساد اقتصادی

### لابی‌گری و دخالت در عزل و نصب‌ها
از افرادی که وی متهم است که به نحو وسیعی برای ایشان لابی‌گری می‌کند برادر زن وی رضا کهنوجی و مجید کهنوجی (برادر زاده رضا کهنوجی) است.

در جلسه استیضاح علی ربیعی وزیر کار و تعاون اجتماعی در دولت حسن روحانی که شرکت‌های بزرگ شستا نیز زیر مجموعه آن است، بتاریخ ۱۷ مرداد ۱۳۹۷ ربیعی خطاب به پورابراهیمی که از حامیان استیضاح وی بود گفت:
 من واقعاً نمی‌خواهم وارد برخی از مسائل شوم. آقای پورابراهیمی، آقای کهنوجی را شما می‌شناسید. رزومه ایشان دست من چکار می‌کند؟ اگر ایشان مدیرعامل مس می‌شد مشکل شما این چنین با من ادامه پیدا می‌کرد؟ لطفاً توجه کنید که این نامه از سوی اطلاعات نیروی انتظامی نوشته شده است. آقای پورابراهیمی این نامه را که بنده ننوشته‌ام. آقای پورابراهیمی هر نشستی که در هیئت مدیره استان داریم شما من را بیچاره می‌کنید و در استان شبکه می‌چینید.
علی لاریجانی هم بعد از شنیدن همه صحبتها، ادعاها و تهمت‌های نمایندگان و وزیر سابق تعاون، کار و رفاه اجتماعی، گفت: «جلسه استیضاح به هر صورت برگزار شد و مطالب مختلفی هم گفته شد اما می‌توانستند برخی مطالب را نگویند، برخی مطالب دیگر هم درست نیست. نامه‌ای هم که آقای ربیعی دادند و گفتند که مربوط به شرکت ملی مس است در واقع مربوط به بهزیستی راور است که می‌گفتند که آقای پورابراهیمی گفته «فلان فرد رئیس اداره بهزیستی راور شود». اسم بردن از افراد خیلی غلط است. از دولت و آقای ربیعی که گفتند فلان فرد آمده و پول خواسته، می‌خواهم نام آن فرد را اعلام کنند تا هیئت نظارت بر رفتار نمایندگان در اسرع وقت به این موضوع رسیدگی کند.» گفته می‌شود، رضا کهنوجی (برادر زن پورابراهیمی) توسط پلیس امنیت اقتصادی در سال ۱۴۰۲ بازداشت شد.
پورابراهیمی در دفاع از خود گفت: آقای وزیر به جای اینکه پاسخ دهد که فرزندانش در فعالیت‌های اقتصادی حضور دارند یا خیر به دروغ مطالبی را بیان کرد مبنی بر اینکه بنده نامه ای نوشتم که فردی به عنوان رئیس هیئت مدیره شرکت ملی مس معرفی شود و چون وزیر این اقدام را انجام نداده است، بنده به استیضاح اصرار دارم. همزمان با این جمله، آقای ربیعی برگه ای را به آقای لاریجانی داد. این نامه مربوط به بهزیستی شهرستان راور یکی از محروم‌ترین شهرستان‌های کرمان است که اداره بهزیستی اش بین ۳ تا ۵ نفر کارمند دارد که سازمان بهزیستی قصد داشت فردی غیر بومی را به ریاست سازمان در این استان بگمارد که ما پیگیری کردیم فردی بومی در این جایگاه قرار گیرد. در واقع آقای ربیعی دروغ گفت؛ ادعای دروغی را مطرح کرد و برای آن سندی جعلی را ارائه داد.